# سید اکبر حسینی‌نژاد
سید اکبر حسینی‌نژاد (زادهٔ ۱۳۲۸ در اردکان) نمایندهٔ حوزهٔ انتخابیهٔ اردکان و میبد در دورهٔ پنجم مجلس شورای اسلامی بوده‌است.